# Egil Olsen
Egil Olsen (Fredrikstad, 22 de abril de 1942) é um ex-futebolista profissional e atualmente treinador de futebol norueguês, conhecido por dirigir a Seleção Norueguesa de Futebol em duas Copas do Mundo.

## Carreira
Comandou o elenco da Noruega, na Copa do Mundo de 1994 e 1998.